# 1. SC Göttingen 05
Der 1. SC Göttingen 05 war ein Sportverein aus der niedersächsischen Stadt Göttingen. Gegründet wurde der Verein am 30. Juni 1905; am 18. September 2003 wurde er wegen Insolvenz aufgelöst. Seine Vereinsfarben waren Schwarz und Gelb. Nachfolgeverein ist der 2012 unter demselben Namen neugegründete 1. SC Göttingen 05.
Bekannt wurde der Verein durch seine Fußballabteilung. Fünf Jahre lang spielte die erste Mannschaft in der damals erstklassigen Gauliga Niedersachsen bzw. Südhannover-Braunschweig. Nach dem Zweiten Weltkrieg gehörten die Göttinger zehn Jahre der erstklassigen Oberliga Nord an. Ende der 1960er Jahre scheiterte die Mannschaft dreimal in der Aufstiegsrunde zur Bundesliga. Später spielte man noch vier Jahre lang in der 2. Bundesliga.
Ebenfalls überregional erfolgreich waren die Basketball- und die Handballabteilung. Die Basketballerinnen wurden fünfmal Deutscher Meister und einmal Pokalsieger. Die Handballer spielten insgesamt sechs Jahre in der 2. Bundesliga.

## Geschichte

### Frühe Jahre (1905 bis 1933)
Am 30. Juni 1905 versammelten sich einige höhere Schüler in der Gaststätte Zum Anker und gründeten den Göttinger Fußball-Club 05. Der Verein war ein Nachfolger des bereits 1898 gegründeten Göttinger Fußball-Clubs, der inzwischen aufgelöst war. Ursprünglich gehörte der Verein dem Westdeutschen Spiel-Verband an. Bereits im Jahr 1908 erreichte der Verein die seinerzeit erstklassige A-Klasse Hessen und traf dort auf Vereine aus Kassel und Fulda. Nach dem Abstieg 1911 dauerte es bis ins Jahr 1919, ehe der Wiederaufstieg gelang.
Durch gute Verbindungen zur Reichswehr konnte der Verein mit den spielstarken Vereinen aus Kassel mithalten. Die seit dem 4. Mai 1920 als VfR 05 Göttingen auflaufende Mannschaft konnte noch im selben Jahr die Meisterschaft der Kreisliga Südhannover feiern. Am 27. Mai 1921 erfolgte schließlich die Umbenennung in 1. SC Göttingen 05. Nach vielen Jahren im Mittelfeld der Tabelle rückte 1932 der Einzug in die westdeutsche Endrunde in greifbare Nähe. Die Endspiele um die Bezirksmeisterschaft gingen jedoch mit 0:3 und 1:4 gegen Borussia Fulda verloren. Mit 3.000 Zuschauern beim Heimspiel im 1926 eröffneten Stadion Maschpark konnte ein neuer Rekord aufgestellt werden.

### Im Dritten Reich (1933 bis 1945)
| Saison                                                                   | Liga                  | Platz     | Tore      | Punkte    |
| ------------------------------------------------------------------------ | --------------------- | --------- | --------- | --------- |
| 1933/34                                                                  | GL Niedersachsen (I)  | 10.       | 31:60     | 8:28      |
| 1934/35                                                                  | BK Südhannover (II)   | 6.        | 51:52     | 20:24     |
| 1935/36                                                                  | BK Südhannover (II)   | 1.        | 48:18     | 26:6      |
| 1936/37                                                                  | GL Niedersachsen (I)  | 10.       | 20:88     | 1:35      |
| 1937/38                                                                  | BK Südhannover (II)   | 1.        | 80:17     | 33:1      |
| 1938/39                                                                  | BK Südhannover (II)   | 1.        | 62:17     | 27:9      |
| 1939/40                                                                  | BK Südhannover (II)   | 1.        | 56:17     | 23:1      |
| 1940/41                                                                  | GL Nds.-Süd (I)       | 5.        | 14:42     | 4:16      |
| 1941/42                                                                  | GL Nds.-Süd (I)       | 6.        | 10:46     | 2:18      |
| 1942/43                                                                  | GL Südhannover-BS (I) | 10.       | 28:113    | 5:29      |
| 1943/44                                                                  | unbekannt             | unbekannt | unbekannt | unbekannt |
| 1944/45                                                                  | unbekannt             | unbekannt | unbekannt | unbekannt |
| GL = Gauliga, BK = Bezirksklasse Nds. = Niedersachsen, BS = Braunschweig |                       |           |           |           |

Nach der Machtübernahme der Nationalsozialisten wurde auch der Fußball neu gegliedert. Der 1. SC Göttingen 05 wurde in die Gauliga Niedersachsen aufgenommen, entwickelte sich aber in den folgenden Jahren zu einer Fahrstuhlmannschaft. Mit sechs Punkten Rückstand auf einen Nichtabstiegsplatz musste der 1. SC die Gauliga auf Anhieb wieder verlassen. Nach der Rückkehr 1936 folgte der direkte Wiederabstieg. Lediglich einen Punkt konnte die Mannschaft für sich verbuchen und das Heimspiel gegen Werder Bremen wurde mit 2:10 verloren.
In den Jahren 1938 und 1939 scheiterten die Göttinger jeweils in der Aufstiegsrunde und mussten den Jägern aus Bückeburg bzw. dem SV Linden 07 den Vortritt lassen. Erst 1940 gelang der Mannschaft von Trainer Bernd Kellerhoff, 1932 als Spieler Deutscher Vizemeister mit Eintracht Frankfurt, der Wiederaufstieg. 1942 verhinderte die Aufteilung der Gauliga Niedersachsen in die Gauligen Südhannover-Braunschweig und Weser-Ems den Abstieg.
Ein Jahr später musste der 1. SC die Gauliga Südhannover-Braunschweig verlassen. Drei zweistellige Niederlagen musste die Mannschaft über sich ergehen lassen. Neben einer 2:12-Niederlage beim SV Linden 07 gab es ein 0:14 beim WSV Nebeltruppe Celle und als Tiefpunkt eine 0:21-Niederlage beim Meister Eintracht Braunschweig. Für die Saison 1944/45 war eine Spielklasse für den Großraum Göttingen geplant, an der der 1. SC teilnehmen sollte. Wegen des Zweiten Weltkriegs wurde die Runde abgebrochen.

### Nachkriegszeit (1945 bis 1964)
| Saison                                                                     | Liga               | Platz | Tore  | Punkte |
| -------------------------------------------------------------------------- | ------------------ | ----- | ----- | ------ |
| 1945/46                                                                    | OL Nds.-Süd (I)    | 6.    | 31:21 | 9:9    |
| 1946/47                                                                    | OL Nds.-Süd (I)    | 9.    | 58:80 | 15:27  |
| 1947/48                                                                    | LL Hildesheim (II) | 1.    | 64:22 | 24:8   |
| 1948/49                                                                    | Oberliga Nord (I)  | 11.   | 35:57 | 14:30  |
| 1949/50                                                                    | Oberliga Nord (I)  | 13.   | 45:66 | 22:38  |
| 1950/51                                                                    | Oberliga Nord (I)  | 9.    | 66:75 | 31:33  |
| 1951/52                                                                    | Oberliga Nord (I)  | 6.    | 62:55 | 34:26  |
| 1952/53                                                                    | Oberliga Nord (I)  | 5.    | 73:57 | 32:28  |
| 1953/54                                                                    | Oberliga Nord (I)  | 10.   | 43:48 | 28:32  |
| 1954/55                                                                    | Oberliga Nord (I)  | 13.   | 35:49 | 24:36  |
| 1955/56                                                                    | Oberliga Nord (I)  | 8.    | 58:59 | 31:29  |
| 1956/57                                                                    | Oberliga Nord (I)  | 10.   | 51:61 | 29:31  |
| 1957/58                                                                    | Oberliga Nord (I)  | 16.   | 47:67 | 20:40  |
| 1958/59                                                                    | AOL Nds.-Ost (II)  | 2.    | 72:35 | 40:20  |
| 1959/60                                                                    | AOL Nds.-Ost (II)  | 9.    | 53:45 | 30:34  |
| 1960/61                                                                    | AOL Nds.-Ost (II)  | 3.    | 69:46 | 38:26  |
| 1961/62                                                                    | AOL Nds.-Ost (II)  | 5.    | 55:54 | 32:28  |
| 1962/63                                                                    | AOL Nds.-Ost (II)  | 4.    | 53:33 | 38:22  |
| 1963/64                                                                    | AOL Nds.-Ost (II)  | 2.    | 54:21 | 39:17  |
| OL = Oberliga, LL = Landesliga, AOL = Amateuroberliga Nds. = Niedersachsen |                    |       |       |        |

Nach dem Zweiten Weltkrieg musste sich der 1. SC Göttingen 05 auflösen. Als Nachfolgeverein wurde im Juli 1945 Schwarz-Gelb Göttingen gegründet. Zahlreiche Vertriebene aus den Ostgebieten des Deutschen Reiches ließen sich in Göttingen nieder, darunter zahlreiche Fußballspieler, von denen der Verein profitieren sollte. Für das südliche Niedersachsen wurde eine Oberliga mit zehn Mannschaften eingerichtet. Für Göttingen war ein Platz in dieser Liga vorgesehen, der durch ein Entscheidungsspiel zwischen Schwarz-Gelb und dem SVG Göttingia vergeben wurde. Die Schwarz-Gelben gewannen die Partie am 2. Februar 1946 mit 4:1.
Nach einem sechsten Platz in der ersten Saison verpasste man ein Jahr später als Neunter die Qualifikation für die neu geschaffene Oberliga Nord. Dies wurde ein Jahr später nachgeholt. Als Meister der Landesliga Hildesheim und nach erfolgreich abgeschlossener Ausscheidungsrunde gegen die anderen niedersächsischen Landesligameister wurde die Mannschaft punktgleich mit dem Itzehoer SV Dritter der Aufstiegsrunde. Das Entscheidungsspiel in Hannover wurde mit 3:0 gewonnen. Gleichzeitig durfte der traditionelle Vereinsname 1. SC Göttingen 05 wieder angenommen werden.
Auch wenn die Göttinger sportlich in der Oberliga Nord nicht mithalten konnten und die Saison auf Abstiegsplatz elf beendeten, wurde eine Fußballeuphorie in der Stadt ausgelöst. Die Heimspiele wurden im Schnitt von 11.000 Zuschauern besucht, was bis heute Vereinsrekord ist. Durch die Einführung des Vertragsspielerstatuts wurde der Abstieg ausgesetzt und die Oberliga Nord auf 16 Vereine aufgestockt.
In den folgenden Jahren kam es zum Aufschwung. Die Junioren wurden 1949 Niedersachsenmeister. Schon seit Januar des gleichen Jahres war der Stürmer Günter Schlegel aus Zeitz in der Mannschaft, der zum erfolgreichsten Oberligatorjäger der Vereinsgeschichte avancieren sollte. Während der Saison 1950/51 übernahm Göttingen 05 nach einem 2:0-Sieg über den Hamburger SV vor 22.000 Zuschauern zwischenzeitlich die Tabellenführung. Verletzungspech warf die Mannschaft auf Rang neun zurück.
Nach der Saison übernahm Fritz Rebell das Traineramt. Dieser führte die Mannschaft zunächst auf den sechsten, ein Jahr später gar auf den fünften Platz. Torjäger Schlegel wurde mit 26 Toren Torschützenkönig, verließ den Verein 1953 jedoch in Richtung Hamburger SV. Am Ende der Spielzeit 1952/53 wurde Göttingen 05 mit einer Geldstrafe belegt, da es beim Auswärtsspiel gegen Eintracht Osnabrück zu „Unregelmäßigkeiten“ gekommen war.
Wegen des komfortlosen und nur mit wenig Sitzplätzen bestückten Maschparks konnte Göttingen 05 nicht mehr mit den etablierten Oberligisten mithalten und fiel in den folgenden Jahren ins Mittelfeld der Tabelle zurück. 1955 wurde wegen eines Schuldenbergs in Höhe von 40.000 Mark über einen freiwilligen Rückzug aus der Oberliga nachgedacht. Nach mehreren Jahren im Mittelfeld folgte 1958 der Abstieg.
Der direkte Wiederaufstieg wurde verpasst, da das Entscheidungsspiel um die Teilnahme an der Aufstiegsrunde gegen Eintracht Osnabrück mit 0:1 verloren wurde. Die Mannschaft wurde daraufhin mit eigenen Talenten verjüngt und konnte 1963 durch einen 2:1-Sieg über Rot-Weiß Scheeßel den Niedersachsenpokal gewinnen. Zur Saison 1963/64 kehrte Fritz Rebell nach Göttingen zurück; er führte das Team zur Vizemeisterschaft. Die folgende Aufstiegsrunde zur Regionalliga Nord beendeten die Göttinger punktgleich mit dem VfL Pinneberg. Das Entscheidungsspiel in Bremen gewann Göttingen 05 mit 1:0.

### Zwischen Regional- und 2. Bundesliga (1964 bis 1981)
| Saison  | Liga                    | Platz | Tore  | Punkte |
| ------- | ----------------------- | ----- | ----- | ------ |
| 1964/65 | Regionalliga Nord (II)  | 5.    | 62:40 | 37:27  |
| 1965/66 | Regionalliga Nord (II)  | 2.    | 65:32 | 43:21  |
| 1966/67 | Regionalliga Nord (II)  | 2.    | 65:24 | 45:19  |
| 1967/68 | Regionalliga Nord (II)  | 2.    | 66:36 | 44:20  |
| 1968/69 | Regionalliga Nord (II)  | 4.    | 66:51 | 42:22  |
| 1969/70 | Regionalliga Nord (II)  | 5.    | 65:42 | 41:23  |
| 1970/71 | Regionalliga Nord (II)  | 7.    | 63:42 | 38:30  |
| 1971/72 | Regionalliga Nord (II)  | 5.    | 67:48 | 44:24  |
| 1972/73 | Regionalliga Nord (II)  | 4.    | 60:36 | 43:25  |
| 1973/74 | Regionalliga Nord (II)  | 10.   | 55:46 | 33:39  |
| 1974/75 | 2. Bundesliga Nord (II) | 10.   | 60:66 | 39:37  |
| 1975/76 | 2. Bundesliga Nord (II) | 11.   | 63:54 | 37:39  |
| 1976/77 | 2. Bundesliga Nord (II) | 17.   | 57:67 | 31:45  |
| 1977/78 | Oberliga Nord (III)     | 3.    | 82:47 | 45:23  |
| 1978/79 | Oberliga Nord (III)     | 6.    | 48:39 | 35:33  |
| 1979/80 | Oberliga Nord (III)     | 2.    | 75:37 | 48:20  |
| 1980/81 | 2. Bundesliga Nord (II) | 18.   | 67:98 | 32:52  |

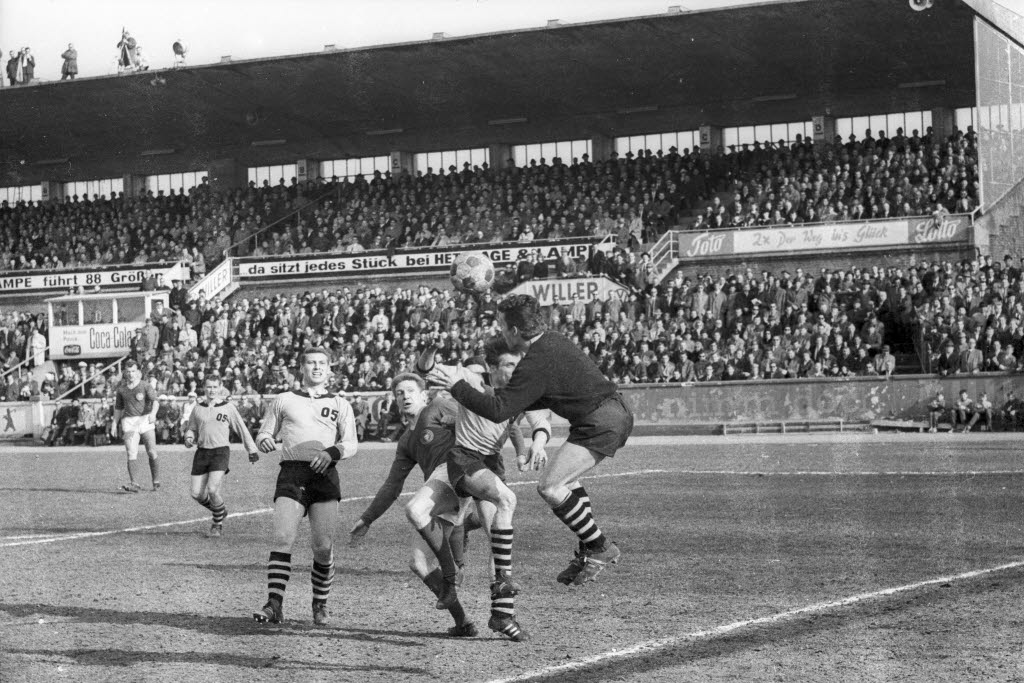
Regionalligaspiel Holstein Kiel – Göttingen 05, Endstand 1:0, 4. April 1965

Die im seinerzeit modernen 4-2-4-System (vier Abwehrspieler, zwei Mittelfeldspieler, vier Stürmer) agierenden Göttinger wurden in der Regionalligasaison 1964/65 zur Überraschungsmannschaft und belegten auf Anhieb den fünften Platz. Schon eine Saison später konnte die von der Bild als „Rebellenelf“ bezeichnete Mannschaft die Vizemeisterschaft aufgrund des besseren Torquotienten gegenüber Holstein Kiel erringen. Die Mannschaft musste nun in einer Vorausscheidung zur Bundesliga-Aufstiegsrunde gegen den 1. FC Saarbrücken antreten und verlor beide Spiele.
1967 qualifizierte sich Göttingen 05 erneut als Vizemeister für die Aufstiegsrunde, konnte dort aber nur einen Sieg gegen Tennis Borussia Berlin erringen und wurde Vorletzter. Ein Jahr später erreichte der Göttinger Fußball seinen Zenit. Erneut nahm man an der Aufstiegsrunde teil und konnte zum Auftakt den SV Alsenborn mit 3:0 besiegen. Zwei unglückliche Niederlagen bei Hertha BSC und Rot-Weiss Essen ließen die Göttinger Chancen schwinden. In der Rückrunde platzten die Hoffnungen auf die Bundesliga durch Niederlagen in Alsenborn und beim FC Bayern Hof.
Zur Saison 1968/69 musste Göttingen 05 in das Jahnstadion umziehen, da der Maschpark einem Straßenbau weichen musste. Da sich der Verein wegen der Finanzierung eines neuen Stadions mit der Stadtverwaltung verkrachte, wurde auf eigene Kosten ein neuer Maschpark gebaut, der im Februar 1971 mit einem 6:0-Sieg gegen den Itzehoer SV eingeweiht wurde. Die Mannschaft hielt sich immer in der oberen Tabellenhälfte, kam aber nie wieder in die Nähe der Aufstiegsrunde.
Die Saison 1973/74 war überschattet von finanziellen Problemen. Zeitweise geriet der Verein in Insolvenzgefahr. Als Tabellenzwölfter qualifizierte sich die Mannschaft für die neu geschaffene 2. Bundesliga. Dort gelang ihr ein guter Start und nach einem 2:2 bei Borussia Dortmund übernahmen die Göttinger die Tabellenführung. In der Rückrunde rutschte die Mannschaft auf Platz 10 ab. In der folgenden Saison konnte das Niveau mit Platz 11 gehalten werden, jedoch rutschte der Zuschauerschnitt um die Hälfte nach unten.
1977 erfolgte der Abstieg aus der 2. Bundesliga. Einige Leistungsträger kamen erst kurz vor Saisonbeginn von der Studenten-Weltmeisterschaft in Uruguay und nach einem verpatzten Saisonstart reichte es nur zu Platz 17. Einziger Saisonhöhepunkt war ein 9:0-Sieg über den VfL Wolfsburg. Als dem Bonner SC die Lizenz verweigert wurde, verzichtete die Göttinger Vereinsführung sogar auf das Nachrücken.
Der direkte Wiederaufstieg wurde verpasst. In der Aufstiegsrunde scheiterten die Göttinger am SC Viktoria Köln und dem DSC Wanne-Eickel. Zwei Jahre später klappte es besser. Als Vizemeister mussten die Göttinger zwei Aufstiegsspiele gegen den Westberliner-Meister BFC Preussen austragen. Nach einem 1:0-Sieg im eigenen Stadion machte die Mannschaft den Wiederaufstieg mit einem 1:1 in Berlin perfekt.
Die Freude darüber wurde allerdings durch die Entscheidung des DFB getrübt, die 2. Bundesliga zur Saison 1981/82 von einer zwei- in eine eingleisige Liga umzuwandeln. Als Achtzehnter wurde die Qualifikation für die eingleisige Liga um Längen verpasst und Göttingen 05 verabschiedete sich aus dem Profifußball.

### Im Amateurlager (1981 bis 1995)
| Saison  | Liga                    | Platz | Tore  | Punkte |
| ------- | ----------------------- | ----- | ----- | ------ |
| 1981/82 | Oberliga Nord (III)     | 3.    | 70:50 | 42:26  |
| 1982/83 | Oberliga Nord (III)     | 12.   | 54:63 | 31:37  |
| 1983/84 | Oberliga Nord (III)     | 5.    | 76:65 | 38:30  |
| 1984/85 | Oberliga Nord (III)     | 12.   | 69:65 | 31:37  |
| 1985/86 | Oberliga Nord (III)     | 10.   | 59:70 | 32:36  |
| 1986/87 | Oberliga Nord (III)     | 3.    | 90:57 | 40:24  |
| 1987/88 | Oberliga Nord (III)     | 6.    | 61:55 | 37:31  |
| 1988/89 | Oberliga Nord (III)     | 2.    | 63:29 | 47:21  |
| 1989/90 | Oberliga Nord (III)     | 6.    | 44:29 | 40:28  |
| 1990/91 | Oberliga Nord (III)     | 2.    | 60:30 | 44:24  |
| 1991/92 | Oberliga Nord (III)     | 12.   | 56:48 | 32:32  |
| 1992/93 | Oberliga Nord (III)     | 4.    | 48:34 | 36:24  |
| 1993/94 | Oberliga Nord (III)     | 13.   | 28:38 | 25:35  |
| 1994/95 | Regionalliga Nord (III) | 16.   | 34:47 | 28:40  |

Die Oberliga-Saison 1981/82 verlief trotz des verpassten Wiederaufstiegs ereignisreich. Das Heimspiel gegen den Meister Werder Bremen Amateure wurde mit 5:6 verloren. Dafür sorgten die Göttinger im DFB-Pokal 1981/82 für Furore. Nach Siegen über den TuS Xanten, Rot-Weiß Oberhausen, den SC Urania Hamburg und nach einem Wiederholungsspiel gegen den 1. FC Bocholt erreichte die Mannschaft das Viertelfinale. 23.650 Zuschauer, die höchste Zuschauerzahl der Göttinger Fußballgeschichte, sahen eine 2:4-Niederlage gegen den Hamburger SV.
Zwei Jahre später erreichten die Göttinger das Achtelfinale im Pokal. Zunächst schaffte die Mannschaft einen 4:2-Sieg gegen den Bundesligisten Eintracht Frankfurt, setzte sich dann mit 1:0 bei der Spvgg. 03 Neu-Isenburg durch und schied im Achtelfinale mit 0:1 gegen Hertha BSC aus. 1987 erreichten die Göttinger die deutsche Amateurmeisterschaft, schieden aber schon in der ersten Runde gegen Tennis Borussia Berlin aus.
Zwischenzeitlich übernahm der Unternehmer Jürgen Beinling den Vereinsvorsitz und holte mit Karl-Heinz Mrosko einen namhaften Trainer. Schon in der Saison 1988/89 konnte die Vizemeisterschaft gefeiert werden. In der Aufstiegsrunde zur 2. Bundesliga fehlte am Ende nur ein Punkt, Göttingen 05 blieb hinter dem MSV Duisburg und Preußen Münster nur der dritte Platz. Zwei Jahre später wurden die Göttinger erneut Vizemeister, wurden aber in der Aufstiegsrunde, aus der mit dem FC Remscheid nur der Erste aufsteigen durfte, nur Dritter.
In der Saison 1992/93 fehlte der Mannschaft am Saisonende nur ein Punkt zur Qualifikation für die Aufstiegsrunde. Ein Jahr später erreichte die Mannschaft als Dreizehnter nur knapp die Qualifikation für die wieder eingeführte Regionalliga Nord. Erneut spielte die Mannschaft gegen den Abstieg. Eine 1:2-Heimniederlage gegen den FC Bremerhaven besiegelte am Saisonende den erstmaligen Abstieg in die Viertklassigkeit.

### Fahrstuhljahre und Niedergang (1995 bis 2003)
| Saison                            | Liga                    | Platz | Tore   | Punkte |
| --------------------------------- | ----------------------- | ----- | ------ | ------ |
| 1995/96                           | Oberliga Nds.-HB (IV)   | 2.    | 49:30  | 55     |
| 1996/97                           | Regionalliga Nord (III) | 10.   | 33:42  | 39     |
| 1997/98                           | Regionalliga Nord (III) | 18.   | 35:107 | 13     |
| 1998/99                           | Oberliga Nds.-HB (IV)   | 1.    | 61:34  | 59     |
| 1999/00                           | Regionalliga Nord (III) | 9.    | 58:63  | 45     |
| 2000/01                           | Oberliga Nds.-HB (IV)   | 1.    | 79:42  | 67     |
| 2001/02                           | Oberliga Nds.-HB (IV)   | 9.    | 66:64  | 50     |
| 2002/03                           | Oberliga Nds.-HB (IV)   | 16.   | 27:59  | 26     |
| Nds. = Niedersachsen, HB = Bremen |                         |       |        |        |

Mit einer stark verjüngten Mannschaft aus regionalen Talenten startete Göttingen 05 in seine erste Viertligasaison. Trotz großer finanzieller Probleme wurde man Vizemeister hinter Sportfreunde Ricklingen. Im Februar 1996 drohte der Konkurs, der durch einige Gönner verhindert werden konnte. In den Aufstiegsspielen zur Regionalliga setzte sich die Mannschaft gegen den TSV Pansdorf durch.
Die finanziellen Schwierigkeiten holten den Verein wieder ein. Vor der Regionalligasaison 1997/98 musste man zahlreiche Leistungsträger abgeben und wurde abgeschlagen Letzter. Beim Meister Hannover 96 unterlagen die Göttinger gar mit 0:10. Mit einer international besetzten Mannschaft gelang der sofortige Wiederaufstieg. 2.500 Zuschauer sahen den entscheidenden 7:1-Sieg über den MTV Gifhorn.
Die Regionalligasaison 1999/2000 stand im Zeichen der Qualifikation für die ab 2000 zweigleisige Regionalliga, die die Göttinger als Neunter verpassten. Gleichzeitig trat eine unbekannt bleiben wollende Sponsorengruppe auf, um den Verein nach vorne zu bringen. Die Gruppe, hinter der der Kinowelt-Gründer Michael Kölmel stand, der einst in Göttingen studierte, entschuldete den Verein und gab ihm die Möglichkeit, teure Spieler zu verpflichten.
Sportlich verlief die Saison 2000/01 erfolgreich. Nachdem Kinowelt jedoch Insolvenz anmelden musste und seine Zahlungen an den Verein einstellte, geriet auch Göttingen 05 in Schwierigkeiten. Aufgrund des besseren Torverhältnisses gegenüber Kickers Emden errangen die Göttinger zwar die Meisterschaft, mussten aber vier Tage vor dem ersten Aufstiegsspiel gegen Holstein Kiel selbst Insolvenz anmelden. Das Hinspiel um den Aufstieg gewann Kiel mit 2:0. Im Rückspiel vor 7.000 Zuschauern in Göttingen konnte mit 3:0 gewonnen werden, was sportlich für den Aufstieg reichte. Zwei Tage später verweigerte der DFB den Göttingern die Lizenz.
Die nächsten Jahre glichen einer sportlichen wie finanziellen Talfahrt. In der Saison 2001/02 spielte die Mannschaft noch aussichtsreich um den Aufstieg, ehe in der Winterpause gleich sechs Leistungsträger verkauft werden mussten. Ein Jahr später folgte der Abstieg als Tabellenletzter. Das Insolvenzverfahren zog sich in die Länge, nachdem der Insolvenzverwalter zunächst abgelöst worden war und sich dann wieder ins Amt eingeklagt hatte.
Am 18. September 2003 stimmte die Gläubigerversammlung gegen den vorgelegten Insolvenzplan, da die Gläubiger nur zehn Prozent ihrer Forderungen erhalten sollten. Auch die Spieler stimmten gegen den Plan und gingen damit leer aus. Neun Tage später trat die Mannschaft zum letzten Meisterschaftsspiel an und erreichte ein 1:1 gegen den MTV Wolfenbüttel. Anschließend wurde der Verein aus dem Vereinsregister gestrichen und aufgelöst. Um die Jugendmannschaften zu retten, wurde mit dem 1. FC Göttingen 05 ein Nachfolgeverein gegründet, der im Jahr 2005 mit dem langjährigen Kooperationspartner RSV Geismar zum RSV Göttingen 05 fusionierte.
Am 20. September 2012 entschied der Vorstand des RSV Göttingen 05 einstimmig, die Fußballabteilung aus dem Verein auszugliedern und das Spielrecht der ersten Herren-Mannschaft dem  am 27. September 2012 gegründeten 1. SC Göttingen 05 zu übertragen. Der neue Verein trägt denselben Namen des Vorgängervereines 1. SC Göttingen 05 und sieht sich in dessen Tradition, auch wenn es sich im vereinsrechtlichen Sinne nicht um einen Nachfolgeverein handelt. Im Zuge dessen wurde auch das schwarz-gelb-grüne RSV-Wappen durch das alte schwarz-gelbe Wappen ersetzt. Die Neugründung des Vereines erfolgte irrtümlicherweise zunächst mit der Schreibweise I. SC Göttingen 05. Im Dezember 2022 wurde auf der Jahreshauptversammlung des Vereines entschieden diesen Fehler zu korrigieren und den Vereinsnamen in der historisch korrekten Schreibweise des Vorgängervereines zu führen.

## Persönlichkeiten

### Spieler
- Bruno Akrapović (1990–1991), wurde Bundesligaspieler bei Energie Cottbus
- Horst Barth (1953–1958), gewann mit Werder Bremen 1961 den DFB-Pokal
- Manfred Behrendt (1976–1977), deutscher Amateur-Nationalspieler
- Najeh Braham (2000–2002), wurde tunesischer Nationalspieler
- Walter Gruler (1975–1977), wurde Bundesligaspieler bei Hertha BSC
- Dieter Hochheimer (1974–1976), wurde Bundesligaspieler bei Tennis Borussia Berlin
- Wilfried Klinge (1976–1977), wurde Erstligaspieler in Belgien beim RFC Lüttich
- Kurt Krauß (1964–1973), avancierte zum Regionalliga-Rekordtorschützen (255 Punktspiele, 94 Tore)
- Dietmar Mürdter (1964–1967), wurde Bundesligaspieler beim 1. FC Köln
- Kurt Pinkall (1977–1978), wurde Bundesligaspieler beim VfL Bochum und bei Borussia Mönchengladbach
- Michael Richter (1985–1987), war Bundesligaspieler bei Arminia Bielefeld
- Reinhard Roder (1964–1967) Spieler, (1972–1976) Trainer, wurde Bundesligaspieler beim 1. FC Köln
- Thomas Rohrbach (1968–1970), wurde Bundesligaspieler bei Eintracht Frankfurt
- Jan Schindelmeiser (1981–?), war Manager beim Bundesligisten TSG 1899 Hoffenheim
- Günter Schlegel (1948–1953), wurde Torschützenkönig der Oberliga Nord 1952/53
- Lothar Sippel (1972–1983) Jugend, (1983–1985) Spieler, wurde Bundesligaspieler bei Eintracht Frankfurt und bei Borussia Dortmund
- Hans-Joachim Weller (1968–1970), wurde Bundesligaspieler bei Hannover 96 und beim VfB Stuttgart
- Markus Wuckel (1991–1992), war DDR-Nationalspieler

### Trainer
- Ralph Conrad (1997–1998)
- Joachim Krug (1989–1990, 1998–2000), 1999 Aufstieg in die damals drittklassige Regionalliga Nord
- Helmut Latermann (1977–1981, 1990–1991), Oberliga mit Aufstieg in die 2. Bundesliga 1979/80 sowie Saison 1990/91, Aufstiegsrunde zur 2. Bundesliga
- Karl-Heinz Mrosko (1985–1989, 1994–1995), Oberliga, Aufstiegsrunde 2. Liga 1985 und 1989
- Bernd Oles (1976–1977), trainierte die Mannschaft in der Zweitligasaison 1976/77
- Fritz Rebell (1951–1955, 1963–1969), führte die Mannschaft zur Teilnahme an den Aufstiegsrunden zur 1. Bundesliga 1966, 1967, 1968
- Reinhard Roder (1972–1976)

## Weitere Abteilungen

### Handball
Die Handballabteilung hatte ihre erfolgreichste Zeit von Mitte der 80er Jahre bis 1996. Zwischen 1985 und 1987 gelang dem Verein unter Trainer Jürgen Kloth der Sprung von der Verbandsliga über die Oberliga bis in die Regionalliga. In der Saison 1988/89 stiegen die 05er als Meister der Regionalliga Nord unter Trainer Günter Böttcher erstmals in die 2. Handball-Bundesliga auf. Von dort mussten die Göttinger ein Jahr danach wieder absteigen, da der zum Klassenerhalt reichende elfte Platz um einen Punkt verfehlt wurde und selbst eine gewonnene Relegation gegen einen Süd-Zweitligisten aufgrund der Staffeleinteilung den Abstieg bedeutete.
Nach dem sofortigen Wiederaufstieg 1991 unter Trainer Heinz Krüger erreichte die Mannschaft in der Saison 1991/92 unter Trainer Jürgen Kloth den vierten Platz, gleichzeitig die beste Platzierung der Vereinsgeschichte. Nach mehreren Jahren im Mittelfeld musste die Mannschaft nach der Saison 1995/96 als Tabellenletzter absteigen. Im Sommer 1999 gingen die Handballer des 1. SC Göttingen 05 eine Spielgemeinschaft mit dem MTV Rosdorf ein. Nach dem insolvenzbedingten Aus des 1. SC Göttingen 05 wurde die Spielgemeinschaft wieder aufgelöst.

### Basketball
Die Basketballerinnen des 1. SC Göttingen 05 gehörten in den späten 1960er und frühen 1970er Jahren zu den erfolgreichsten Basketballteams Deutschlands. In den Jahren 1968, 1970, 1971, 1972 und 1974 gewannen die Göttingerinnen die deutsche Meisterschaft. Darüber hinaus gewann sie 1973 den erstmals ausgespielten deutschen Pokal. Mitte der 1970er Jahre wollte der Vorstand des Vereins mehr Geld in die Fußballabteilung stecken, so dass die Frauenbasketballabteilung gänzlich aufgelöst wurde. Viele Spielerinnen schlossen sich der BG 74 Göttingen an.